# Rho-GTPase-aktivierendes Protein 11B
Rho-GTPase-aktivierendes Protein 11B ist ein Protein aus der Gruppe der GTPase-aktivierenden Proteine, das vom Gen ARHGAP11B des Chromosoms 15 kodiert wird. Dieses Protein verstärkt das Wachstum und die Vermehrung der Hirn-Stammzellen (also neuronaler Vorläuferzellen), trägt damit zur Faltung des normalerweise glatten Neokortex bei und ist damit für ein intensiveres Hirnwachstum verantwortlich.
In Zusammenarbeit mit dem Forscherteam um Svante Pääbo vom Max-Planck-Institut für evolutionäre Anthropologie in Leipzig konnte bestätigt werden, dass dieses Gen und das von ihm exprimierte Protein nur im Menschen und seinen nächsten ausgestorbenen Verwandten, dem Denisova-Menschen und Neandertaler existiert, deren Gehirne ähnlich groß waren wie das des Homo sapiens, nicht aber in Menschenaffen wie beispielsweise dem Schimpansen. Das erklärt, warum der menschliche Neokortex als der evolutionär jüngste Teil der Großhirnrinde etwa dreimal so groß ist wie der Neokortex der Schimpansen.

## Entstehung des menschenspezifischen Gens
Nach der Trennung der beiden Evolutionslinien, welche einerseits zum modernen Menschen, dem Neandertaler und dem Denisova-Menschen und andererseits zu den Schimpansen geführt hatten, entstand vor etwa fünf Millionen Jahren das menschenspezifische Gen ARHGAP11B durch eine teilweise Verdopplung (Duplikation) des in der Tierwelt weit verbreiteten Gens ARHGAP11A. Das vom ARHGAP11B-Gen exprimierte Protein enthält bei insgesamt 267 Aminosäuren eine Abfolge von 47 Aminosäuren am C-Terminus, die ebenfalls den Menschen spezifisch ist, im ARHGAP11A-Protein nicht vorkommt, und für die Fähigkeit von ARHGAP11B zur Vermehrung von basalen Vorläuferzellen im Gehirn von essentieller Bedeutung ist.
Der entscheidende Effekt einer rasanten Zunahme der Gehirngröße setzte nach Ansicht der Forschenden jedoch erst vor rund zwei bis 1,5 Millionen Jahren ein. In Folge einer Punktmutation führte der punktuelle Austausch eines einzigen genetischen Buchstabens bei einem Basenpaar, nämlich der Austausch von C (Cytosin) zu G (Guanin), im ARHGAP11B-Gen zu einer Verschiebung im Leseraster und damit zum Verlust von 55 Nukleotiden bei der Bildung der entsprechenden Boten-RNA. Zuvor waren diese 55 Nukleotide in der DNA des ARHGAP11B-Gens weiterhin vorhanden und sind erst bei der Bildung der Boten-RNA von ARHGAP11B eliminiert worden. Das Ergebnis war und ist die funktionell essenzielle Sequenz von 47 Aminosäuren im Protein.
Des Weiteren bewirkte diese Punktmutation, dass sich das ARHGAP11B-Protein vom Zellkern in die Mitochondrien verlagerte, wo es nun mit einem anderen Protein, das die Membran-Pore steuert, in der Membran von Mitochondrien zusammenwirkt. Diese Poren schließen sich in Folge der Wechselwirkung beider Proteine und verhindern so den Austritt von Kalzium aus den Mitochondrien. Dadurch entsteht im Inneren derselben eine höhere Kalziumkonzentration, welche die Mitochondrien veranlasst, über den Stoffwechselweg Glutaminolyse chemische Energie zu erzeugen. Auf diese Weise werden durch ARHGAP11B letztlich basale Hirnstammzellen dazu gebracht, einen größeren Pool von Stammzellen zu bilden.